# Bernd Hellmich
Bernd Hellmich, né le 2 juin 1959 à Scheibe-Alsbach, est un biathlète est-allemand. 

## Biographie
En 1980, il devient champion du monde junior de sprint. Il fait ses débuts dans l'élite en 1981 en Coupe du monde, terminant troisième du sprint d'Anterselva à cette occasion, avant de prendre part aux Championnats du monde.
Aux Championnats du monde 1982, après une huitième place sur l'individuel, il est utilisé sur le relais et y remporte la médaille d'or avec Frank Ullrich, Mathias Jung et Matthias Jacob.

## Palmarès

### Championnats du monde
- Mondiaux 1982 à Minsk :
  -  Médaille d'or en relais.

### Coupe du monde
- Meilleur classement général : 6e en 1982[2].
- 2 podiums individuels : 2 troisièmes places.